# لان یینگ

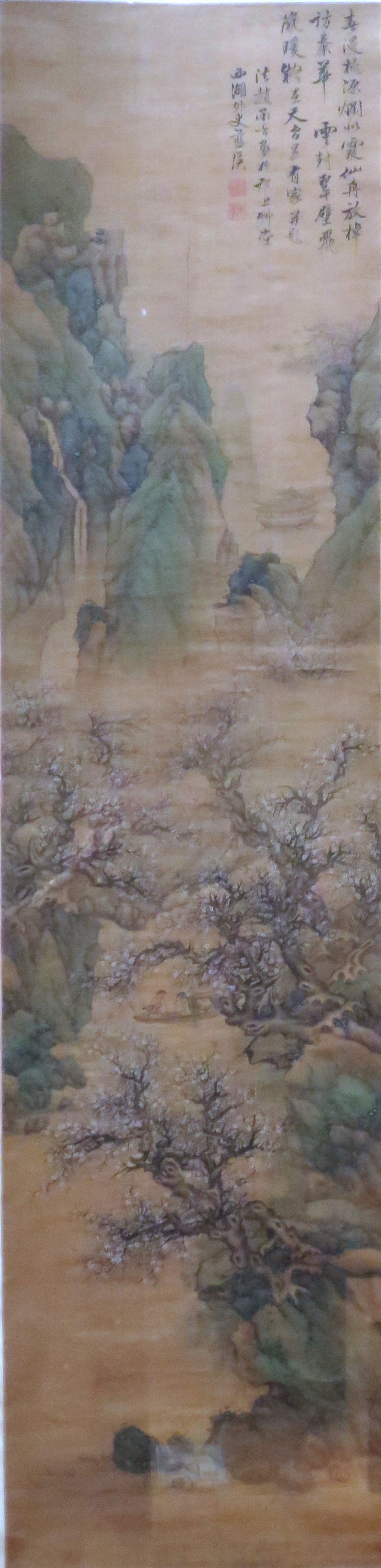
جنگل درختان هلو، نقاشی از لان یینگ، آکادمی هنر هونولولو

لان یینگ (چینی ساده: 蓝瑛، چینی سنتی: 藍瑛، پین‌یین: Lán Yīng، وید جایلز: Lan Ying) (درحدود ۱۵۸۵ - ۱۶۶۴) نقاش چینی منظره، چهرهٔ انسان، گل و پرندگان در دوران سلسله مینگ (۱۳۶۸ - ۱۶۴۴) بود.

## زندگینامه
لان یینگ در حدود سال ۱۵۸۵ میلادی در هانگژو در استان ججیانگ چین زاده شد. نام دیگر او تین‌شو دیه‌سو و لقب‌هایش «شی توتو» و «دونگ‌گو لائورن» بود. او در آکادمی نقاشی دودمان سونگ جنوبی آموزش دیده بود و در آثارش از سبک هوانگ گونگ‌وانگ و وو جن پیروی می‌کرد. لان یینگ در حدود سال ۱۶۶۴ میلادی درگذشت.